# Воскресенский сельсовет (Курганская область)
Воскресе́нский сельсовет — упразднённые административно-территориальная единица и муниципальное образование со статусом сельского поселения в составе Половинского района Курганской области.
Административный центр — деревня Воскресенское.
9 января 2022 года сельсовет был упразднён в связи с преобразованием муниципального района в муниципальный округ.

## История
В соответствии с Законом Курганской области от 6 июля 2004 года № 419 сельсовет наделён статусом сельского поселения.

## Население
| 1926 | 1989 | 2002 | 2004 | 2010 | 2012 | 2013 |
| ---- | ---- | ---- | ---- | ---- | ---- | ---- |
| 1894 | ↘607 | ↘601 | ↗603 | ↘439 | ↘420 | ↘402 |
| 2014 | 2015 | 2016 | 2017 | 2018 | 2019 | 2020 |
| ↘400 | ↘397 | ↘395 | ↘392 | ↘378 | ↗379 | ↗382 |

## Состав сельского поселения
| № | Населённый пункт | Тип населённого пункта          | Население |
| - | ---------------- | ------------------------------- | --------- |
| 1 | Воскресенское    | деревня, административный центр | ↗382      |